# جناس قلب
جناس قلب یا عکس در آرایه‌های ادبی از انواع جناس است که در آن ارکان جناس از نظر ترتیب حروف با یکدیگر متفاوتند، مانند «تربت و رتبت». واژه قلب به‌معنی دگرگون و وارونه کردن است و در فن جناس، آوردن کلماتی را می‌گویند که حروف آن‌ها وارونهٔ یکدیگر باشد. کزّازی این نوع را باشگونه نامیده و گفته «باشگونگی یا قلب، آن است که از پیش و پس و درهم ریختگی آوایی در واژه، آرایه‌ای پدید آید، به گونه‌ای که یکی از دو واژه که آن‌ها را پایه می‌نامیم، باشگونهٔ دیگری باشد».

## انواع
جناس قلب بر سه قسم به‌کار رفته است:

### قلب بعض
آن است که وارونگی در برخی از حروف رخ داده باشد؛ مانند وارونگی و قلب در دو کلمه «قریب و رقیب».

### قلب کل
رادویانی در تعریف این جناس گفته «آن است که قلب به همهٔ کلمه افتد؛ چون درم و مرد».

### قلب مجنّح (بالدار)
آن است که یکی از دو متجانس در آغاز بیت و دیگری در پایان بیت قرار گیرد، گویا بیت دو بال دارد، مانند «جمران و مرجان». این نوع کم کاربردترین نوع جناس قلب در دیوان شاب‌الظریف است.
- مثال:

| رام شد دل بدان بت عیار |  | لبش افسونگر است و زلفش مار (؟) |

برخی واقع شدن قلب کل در آغاز و پایان مصراع را نیز از این نوع به‌شمار آورده‌اند. مانند بیت زیر (از قوامی)
- مثال:

| گنج دولت دهد کفایت جنگ |  | رای نصرت کند حمایت یار |